# Legend Entertainment
Legend Entertainment war ein von Bob Bates und Mike Verdu im Jahr 1989 gegründetes, US-amerikanisches Entwicklungsstudio für Computerspiele mit Sitz in Chantilly.

## Unternehmensgeschichte
Nach der Schließung des Computerspielherstellers Infocom im Jahr 1989 wechselten einige ehemalige Mitarbeiter (unter anderem Steve Meretzky) zum neu gegründeten Unternehmen Legend Entertainment. In der Anfangsphase bildeten, ähnlich wie bei Infocom, Adventure-Spiele das Produktportfolio. Zu Beginn der 1990er-Jahre entwickelte das Studio noch Textadventures älteren Stils und ab 1993 dann durch interaktive Grafiken ergänzte Adventurespiele. Viele der Legend-Spiele basierten auf Literaturvorlagen, so von Piers Anthony (Companions of Xanth), Terry Brooks (Shannara), Frederik Pohl (Gateway) oder Spider Robinson (Callahan's Crosstime Saloon). Die Adventures der Firma verkauften sich zufriedenstellend; Bates zufolge setzte Legend pro Titel 100.000 bis 150.000 Einheiten ab, was in etwa den Verkaufszahlen der erfolgreichsten Infocom-Titel entsprach.
1998 wurde Legend Entertainment von GT Interactive gekauft und ging 1999 in den Besitz von Infogrames (später Atari) über. Später entwickelte Legend auch 3D-Spiele wie das in Egoperspektive gehaltene Wheel of Time, das auf der gleichnamigen Fantasy-Romanserie von Robert Jordan basiert. Legends letzter Titel, das im Auftrag von Epic Games entwickelte Unreal II: The Awakening war nicht sehr erfolgreich, und so wurde das Studio 2003 vom letzten Eigentümer Atari geschlossen.

## Spiele

### Textadventures
- Spellcasting 101 (1990)
- Spellcasting 201 (1991)
- Timequest (1991)
- Spellcasting 301 (1992)
- Gateway (1992)
- Eric the Unready (1993)
- Gateway 2 – Homeworld (1993)

### Grafik-Adventures
- Companions of Xanth (1993)
- Death Gate (1994)
- Shannara (1995)
- Mission Critical (1995)

### Andere Titel
- Superhero League of Hoboken (1994)
- Star Control 3 (1996)
- Callahan's Crosstime Saloon (1997)
- Blackstone Chronicles (1998)
- Unreal: Return to NaPali (1999)
- The Wheel of Time (1999)
- Unreal 2: The Awakening (2003)
- Unreal 2 eXpanded MultiPlayer (2003)